# タマシン・アレン

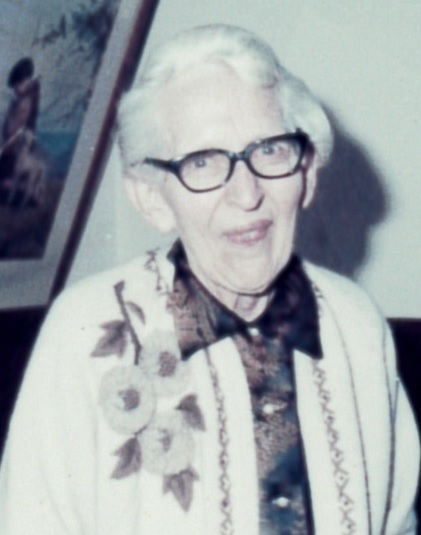
タマシン・アレン（1970年代前半）

タマシン・アレン（Thomasine Allen, 1890年9月30日 - 1976年6月7日）は、アメリカ人の牧師・伝道師、教育者、学校法人頌美学園（アレン国際短期大学および久慈幼稚園）創立者。

## 人物
アメリカ合衆国インディアナ州フランクリン市出身。
1911年（明治44年）にフランクリン大学を卒業後、宣教と奉仕の業を実現すべく日本語を学び、1915年（大正4年）にバプテスト派の宣教師として来日した。東京ミッションスクール校長を経て仙台市、塩釜市、盛岡市で女子教育、幼児教育に従事した後、いったん帰国した。この間、塩竈教会塩竈幼稚園においては、園長として、宮城県における幼児教育の先駆者である江馬（旧姓阿部）ひで（常磐木学園 創立時教員）とともにキリスト教幼児教育を同地域に根付かせる。
1929年（昭和4年）に再来日し、1931年（昭和6年）8月久慈市に移り、1938年（昭和13年）に社会館久慈幼稚園を開園した。戦中一時帰国するも戦後すぐに久慈に戻り、社会館久慈診療所を開設し、近隣の医療救済のために奉仕活動を続けるかたわら、1952年（昭和27年）には教育事業を一層充実させるために、学校法人頌美学園としての認可を得て、頌美小学校を、さらに1958年（昭和33年）には頌美中学校を開設した（何れも現在は閉校）。これらの小・中学校は一学年の定員が10名で、徹底した少人数人格教育を行った。また、大野村に酪農センター「岩手酪農学校」を設立し、酪農技術者を育成した。現在は大野村産業デザインセンターとなっている。また、僻地を訪ね「農民福音学校」を行った。
1970年（昭和45年）4月には英語英文科からなるアレン短期大学（後のアレン国際短期大学）を開学した。1959年（昭和34年）11月3日、市制施行5周年記念にあたり久慈市名誉市民に推挙された。1968年（昭和43年）秋の叙勲で勲四等瑞宝章、フランクリン大学名誉文学博士号、厚生大臣表彰。1960年（昭和35年）に日米修好通商100年記念功労米国人顕章。1976年（昭和51年）6月7日に85歳で死去した。
久慈市とフランクリン市は1960年に姉妹都市となった他、アレン短大とフランクリン大学が姉妹校となった。

## 来歴
- 1890年（明治23年）9月30日　出生（姉は中国の宣教師となる）
- 1911年（明治44年）6月　フランクリン大学卒業（英文学（シェイクスピア）専攻）
- 1915年（大正4年）6月　ニューヨーク聖書神学校卒業
- 1915年9月　来日、東京、駿台英和女学校校長
- 1917年（大正6年）4月　仙台尚絅女学校で英語と聖書を教える
- 1918年（大正7年）塩竈教会塩竈幼稚園園長となる。
- 1920年（大正9年）福島県（現いわき市）に平信栄幼稚園を設立
- 1928年（昭和3年）シカゴ大学神学部大学院修了、修士号取得。岩手県で伝道活動を始める。
- 1929年（昭和4年）遠野幼稚園長、内丸教会盛岡幼稚園長となる
- 1932年（昭和7年）盛岡商業高校英語教師となる。岩手県九戸郡下閉伊郡を巡回慰問
- 1937年（昭和12年）盛岡に頌美幼稚園設立
- 1938年（昭和13年）久慈に居を構える。久慈幼稚園設立
- 1941年（昭和16年）強制収容により盛岡刑務所・東京拘置所に留置の後米国に強制送還
- 1942年（昭和17年）全米遊説。日系収容所で通訳を務める
- 1947年（昭和22年）再来日。久慈高校英語教師となる
- 1948年（昭和23年）農民福音学校を始める（17回年）。「社会館診療所」開設
- 1952年（昭和27年）学校法人頌美学園設置、理事長に就任。頌美小学校開校
- 1958年（昭和33年）頌美中学校開設。酪農センターを大野村に開設し、「岩手酪農学校」設立。酪農技術者を養成
- 1959年（昭和34年）フランクリン大学より名誉文学博士称号授与。久慈市名誉市民となる
- 1970年（昭和45年）アレン短期大学開学、学長に就任
- 1976年（昭和51年）6月7日　召天。葬儀は久慈市民葬によって行われた

## 参考図書（伝記）
- 『みちのくの道の先 - タマシン・アレンの生涯』  教文館  目黒安子、2012年。ISBN 978-4764299498
  - Meguro, Yasuko. Build up, Build up, Prepare the Road! - The Life of Miss Thomasine Allen. Kyobunkan. 2015. ISBN 978-4764299641 - 上記書籍の目黒自身による英訳本
- マンガふるさとの偉人「タマシン・アレン」 発行岩手県久慈市 2024年3月 https://www.bgf.or.jp/bgmanga/305/